# Fase de grupos da Copa Libertadores da América de 2024
A fase de grupos da Copa Libertadores da América de 2024 foi disputada entre 3 de abril a 8 de junho. O sorteio da fase de grupos foi em Luque, no Paraguai, em 18 de março de 2024.
O primeiro e o segundo colocados de cada grupo, ao final de seis jogos disputados dentro dos grupos, avançaram à fase final, iniciando a partir das oitavas. Os terceiros colocados de cada grupo foram transferidos para os play-offs da Copa Sul-Americana de 2024.

## Formato
Cada grupo foi disputado em jogos de ida e volta. Os vencedores e vice-campeões de cada grupo avançaram para as oitavas de final da fase final. Os terceiros colocados de cada grupo entram nos play-offs antes das oitavas de final da Copa Sul-Americana de 2024.

## Calendário
O calendário de cada rodada foi o seguinte:
| Fase       | Datas                  | Partidas                                 |
| ---------- | ---------------------- | ---------------------------------------- |
| 1.ª rodada | 2–4 de abril de 2024   | Equipe 4 x Equipe 2, Equipe 3 x Equipe 1 |
| 2.ª rodada | 9–11 de abril de 2024  | Equipe 2 x Equipe 3, Equipe 1 x Equipe 4 |
| 3.ª rodada | 23–25 de abril de 2024 | Equipe 2 x Equipe 1, Equipe 4 x Equipe 3 |
| 4.ª rodada | 7–9 de maio de 2024    | Equipe 3 x Equipe 2, Equipe 4 x Equipe 1 |
| 5.ª rodada | 14–16 de maio de 2024  | Equipe 1 x Equipe 2, Equipe 3 x Equipe 4 |
| 6.ª rodada | 28–30 de maio de 2024  | Equipe 1 x Equipe 3, Equipe 2 x Equipe 4 |

## Critérios de desempate
De acordo com o regulamento estabelecido para as últimas edições, caso duas ou mais equipes empatassem em números de pontos ao final da fase de grupos, os seguintes critérios seriam aplicados:
1. Melhor saldo de gols;
2. Maior número de gols marcados;
3. Maior número de gols marcados como visitante;
4. Ranking da CONMEBOL;
5. Sorteio.

## Grupos

### Grupo A
| Pos | Equipe        | Pts | J | V | E | D | GP | GC | SG | Classificado            |  | FLU | COL | CPO | ALI |
| --- | ------------- | --- | - | - | - | - | -- | -- | -- | ----------------------- |  | --- | --- | --- | --- |
| 1   | Fluminense    | 14  | 6 | 4 | 2 | 0 | 9  | 5  | +4 | Fase final              |  | —   | 2–1 | 2–1 | 3–2 |
| 2   | Colo-Colo     | 6   | 6 | 1 | 3 | 2 | 4  | 5  | −1 | Fase final              |  | 0–1 | —   | 1–0 | 0–0 |
| 3   | Cerro Porteño | 6   | 6 | 1 | 3 | 2 | 4  | 5  | −1 | Play-offs Sul-Americana |  | 0–0 | 1–1 | —   | 1–0 |
| 4   | Alianza Lima  | 4   | 6 | 0 | 4 | 2 | 5  | 7  | −2 |                         |  | 1–1 | 1–1 | 1–1 | —   |

1. 1 2  Gols marcados como visitante: Colo-Colo 3, Cerro Porteño 2.

| 3 de abril    | Colo-Colo    | 1 – 0     | Cerro Porteño | Estádio Monumental, Santiago               |
| 21:00 (UTC−3) | Cepeda 90+4' | Relatório |               | Público: 32 909 Árbitro: ARG Facundo Tello |

| 3 de abril    | Alianza Lima | 1 – 1     | Fluminense     | Estádio Alejandro Villanueva, Lima          |
| 19:30 (UTC−5) | Serna 35'    | Relatório | Marquinhos 72' | Público: 19 779 Árbitro: URU Andrés Matonte |

| 9 de abril    | Fluminense               | 2 – 1     | Colo-Colo | Estádio do Maracanã, Rio de Janeiro           |
| 21:00 (UTC−3) | Marquinhos 5' · Cano 52' | Relatório | Paiva 19' | Público: 44 477 Árbitro: VEN Jesús Valenzuela |

| 10 de abril   | Cerro Porteño | 1 – 0     | Alianza Lima | Estádio General Pablo Rojas, Assunção      |
| 18:00 (UTC−4) | Carrizo 90+6' | Relatório |              | Público: 17 624 Árbitro: COL Wilmar Roldán |

| 23 de abril   | Colo-Colo | 0 – 0     | Alianza Lima | Estádio Monumental, Santiago               |
| 20:30 (UTC−4) |           | Relatório |              | Público: 39 886 Árbitro: ARG Darío Herrera |

| 25 de abril   | Cerro Porteño | 0 – 0     | Fluminense | Estádio General Pablo Rojas, Assunção         |
| 18:00 (UTC−4) |               | Relatório |            | Público: 26 365 Árbitro: URU Esteban Ostojich |

| 8 de maio     | Alianza Lima | 1 – 1     | Cerro Porteño | Estádio Alejandro Villanueva, Lima            |
| 19:00 (UTC−5) | Barcos 80'   | Relatório | Iturbe 26'    | Público: 21 681 Árbitro: VEN Jesús Valenzuela |

| 9 de maio     | Colo-Colo | 0 – 1     | Fluminense | Estádio Monumental, Santiago               |
| 20:00 (UTC−4) |           | Relatório | Manoel 74' | Público: 41 285 Árbitro: COL Wilmar Roldán |

| 15 de maio    | Alianza Lima | 1 – 1     | Colo-Colo | Estádio Alejandro Villanueva, Lima       |
| 19:00 (UTC−5) | Barcos 42'   | Relatório | Vidal 78' | Público: 25 949 Árbitro: ARG Yael Falcón |

| 16 de maio    | Fluminense              | 2 – 1     | Cerro Porteño | Estádio do Maracanã, Rio de Janeiro        |
| 19:00 (UTC−3) | Marcelo 14' · Ganso 74' | Relatório | Viera 19'     | Público: 42 232 Árbitro: ARG Darío Herrera |

| 29 de maio    | Cerro Porteño | 1 – 1     | Colo-Colo          | Estádio General Pablo Rojas, Assunção      |
| 20:30 (UTC−4) | Carrizo 35'   | Relatório | Palacios 23' (pen) | Público: 35 009 Árbitro: COL Wilmar Roldán |

| 29 de maio    | Fluminense                                | 3 – 2     | Alianza Lima           | Estádio do Maracanã, Rio de Janeiro           |
| 21:30 (UTC−3) | Keno 47' · Marcelo 52' · John Kennedy 81' | Relatório | Arregui 7' · Serna 50' | Público: 38 404 Árbitro: URU Esteban Ostojich |

### Grupo B
| Pos | Equipe                 | Pts | J | V | E | D | GP | GC | SG | Classificado            |  | SPA | TAL | BAR | CBS |
| --- | ---------------------- | --- | - | - | - | - | -- | -- | -- | ----------------------- |  | --- | --- | --- | --- |
| 1   | São Paulo              | 13  | 6 | 4 | 1 | 1 | 10 | 3  | +7 | Fase final              |  | —   | 2–0 | 0–0 | 2–0 |
| 2   | Talleres               | 13  | 6 | 4 | 1 | 1 | 10 | 6  | +4 | Fase final              |  | 2–1 | —   | 3–1 | 1–0 |
| 3   | Barcelona de Guayaquil | 6   | 6 | 1 | 3 | 2 | 6  | 9  | −3 | Play-offs Sul-Americana |  | 0–2 | 2–2 | —   | 2–1 |
| 4   | Cobresal               | 1   | 6 | 0 | 1 | 5 | 3  | 11 | −8 |                         |  | 1–3 | 0–2 | 1–1 | —   |

| 2 de abril    | Cobresal       | 1 – 1     | Barcelona de Guayaquil | Estádio Zorros del Desierto, Calama       |
| 19:00 (UTC−3) | Valencia 90+1' | Relatório | Fydriszewski 52' (pen) | Público: 1 582 Árbitro: PER Roberto Pérez |

| 4 de abril    | Talleres                         | 2 – 1     | São Paulo   | Estádio Mario Alberto Kempes, Córdova       |
| 21:00 (UTC−3) | Ruiz Rodríguez 45+6' · Botta 53' | Relatório | Luciano 66' | Público: 35 568 Árbitro: VEN Alexis Herrera |

| 10 de abril   | São Paulo                     | 2 – 0     | Cobresal | Estádio do Morumbi, São Paulo              |
| 21:30 (UTC−3) | André Silva 82' · Calleri 88' | Relatório |          | Público: 49 502 Árbitro: COL Carlos Ortega |

| 10 de abril   | Barcelona de Guayaquil | 2 – 2     | Talleres                      | Estádio Monumental, Guaiaquil                 |
| 21:00 (UTC−5) | Díaz 28', 57' (pen)    | Relatório | Girotti 45' · Rodríguez 90+6' | Público: 17 867 Árbitro: URU Esteban Ostojich |

| 25 de abril   | Cobresal | 0 – 2     | Talleres                | Estádio Zorros del Desierto, Calama    |
| 18:00 (UTC−4) |          | Relatório | Mantilla 19' · Sosa 28' | Público: 2 696 Árbitro: BOL Ivo Méndez |

| 25 de abril   | Barcelona de Guayaquil | 0 – 2     | São Paulo                 | Estádio Monumental, Guaiaquil             |
| 19:00 (UTC−5) |                        | Relatório | Calleri 17' · Alisson 64' | Público: 20 581 Árbitro: PAR Juan Benítez |

| 8 de maio     | Talleres                            | 3 – 1     | Barcelona de Guayaquil | Estádio Mario Alberto Kempes, Córdova       |
| 19:00 (UTC−3) | Catalán 12' · Botta 25' · Bou 90+4' | Relatório | Rojas 61'              | Público: 35 567 Árbitro: URU Gustavo Tejera |

| 8 de maio     | Cobresal   | 1 – 3     | São Paulo                                      | Estádio Zorros del Desierto, Calama    |
| 20:30 (UTC−4) | Coelho 23' | Relatório | Luciano 38' · Rodrigo Nestor 60' · Calleri 78' | Público: 3 029 Árbitro: PAR Juan López |

| 14 de maio    | Talleres    | 1 – 0     | Cobresal | Estádio Mario Alberto Kempes, Córdova         |
| 19:00 (UTC−3) | Girotti 82' | Relatório |          | Público: 35 586 Árbitro: PER Augusto Menéndez |

| 16 de maio    | São Paulo | 0 – 0     | Barcelona de Guayaquil | Estádio do Morumbi, São Paulo             |
| 21:00 (UTC−3) |           | Relatório |                        | Público: 50 516 Árbitro: PER Kevin Ortega |

| 29 de maio    | Barcelona de Guayaquil     | 2 – 1     | Cobresal   | Estádio Monumental, Guaiaquil            |
| 19:30 (UTC−5) | Fydriszewski 9' · Díaz 18' | Relatório | Coelho 71' | Público: 2 247 Árbitro: PER Joel Alarcón |

| 29 de maio    | São Paulo                             | 2 – 0     | Talleres | Estádio do Morumbi, São Paulo            |
| 21:30 (UTC−3) | Lucas Moura 45+4' (pen) · Luciano 90' | Relatório |          | Público: 56 162 Árbitro: COL Jhon Ospina |

### Grupo C
| Pos | Equipe        | Pts | J | V | E | D | GP | GC | SG | Classificado            |  | STR | GRE | HUA | EST |
| --- | ------------- | --- | - | - | - | - | -- | -- | -- | ----------------------- |  | --- | --- | --- | --- |
| 1   | The Strongest | 10  | 6 | 3 | 1 | 2 | 8  | 6  | +2 | Fase final              |  | —   | 2–0 | 4–0 | 1–0 |
| 2   | Grêmio        | 10  | 6 | 3 | 1 | 2 | 7  | 5  | +2 | Fase final              |  | 4–0 | —   | 0–2 | 1–1 |
| 3   | Huachipato    | 8   | 6 | 2 | 2 | 2 | 7  | 9  | −2 | Play-offs Sul-Americana |  | 0–0 | 0–1 | —   | 1–1 |
| 4   | Estudiantes   | 5   | 6 | 1 | 2 | 3 | 7  | 9  | −2 |                         |  | 2–1 | 0–1 | 3–4 | —   |

| 2 de abril    | The Strongest             | 2 – 0     | Grêmio | Estádio Hernando Siles, La Paz            |
| 20:00 (UTC−4) | Ursino 16' · Triverio 73' | Relatório |        | Público: 10 782 Árbitro: PAR Juan Benítez |

| 3 de abril    | Huachipato      | 1 – 1     | Estudiantes | Estádio CAP, Talcahuano                    |
| 19:00 (UTC−3) | C. Martínez 81' | Relatório | Correa 42'  | Público: 4 188 Árbitro: ECU Augusto Aragón |

| 9 de abril    | Estudiantes              | 2 – 1     | The Strongest | Estádio Jorge Luis Hirschi, La Plata       |
| 19:00 (UTC−3) | Carrillo 65' · Cetré 81' | Relatório | Triverio 21'  | Público: 20 358 Árbitro: COL Nicolás Gallo |

| 9 de abril    | Grêmio | 0 – 2     | Huachipato                | Arena do Grêmio, Porto Alegre                |
| 19:00 (UTC−3) |        | Relatório | Loyola 13' · Montes 45+6' | Público: 35 468 Árbitro: URU Leodán González |

| 23 de abril   | Estudiantes | 0 – 1     | Grêmio               | Estádio Jorge Luis Hirschi, La Plata        |
| 19:00 (UTC−3) |             | Relatório | Nathan Fernandes 75' | Público: 22 065 Árbitro: URU Gustavo Tejera |

| 24 de abril   | Huachipato | 0 – 0     | The Strongest | Estádio CAP, Talcahuano                    |
| 18:00 (UTC−4) |            | Relatório |               | Público: 3 611 Árbitro: URU Andrés Matonte |

| 9 de maio     | The Strongest | 1 – 0     | Estudiantes | Estádio Hernando Siles, La Paz             |
| 20:00 (UTC−4) | Ursino 13'    | Relatório |             | Público: 12 773 Árbitro: PER Roberto Pérez |

| 15 de maio    | The Strongest                                               | 4 – 0     | Huachipato | Estádio Hernando Siles, La Paz              |
| 18:00 (UTC−4) | Ramallo 34' · Ortega 61' · Quiroga 71' · Angulo 90+1' (pen) | Relatório |            | Público: 11 703 Árbitro: URU Gustavo Tejera |

| 29 de maio    | Grêmio                                                                 | 4 – 0     | The Strongest | Estádio Couto Pereira, Curitiba             |
| 19:00 (UTC−3) | Soteldo 14' · João Pedro 50' · Everton Galdino 67' · Gustavo Nunes 89' | Relatório |               | Público: 23 107 Árbitro: URU Andrés Matonte |

| 29 de maio    | Estudiantes                     | 3 – 4     | Huachipato                                                                | Estádio Jorge Luis Hirschi, La Plata      |
| 19:00 (UTC−3) | Correa 12', 49' · Ascacíbar 63' | Relatório | Rodríguez 37' · Romero 45+1' (g.c.) · M. Gutiérrez 51' · Villanueva 90+5' | Público: 18 564 Árbitro: COL Andrés Rojas |

| 4 de junho    | Huachipato | 0 – 1     | Grêmio         | Estádio CAP, Talcahuano                 |
| 20:00 (UTC−4) |            | Relatório | Diego Costa 6' | Público: 4 520 Árbitro: COL Jhon Ospina |

| 8 de junho    | Grêmio        | 1 – 1     | Estudiantes | Estádio Couto Pereira, Curitiba               |
| 19:00 (UTC−3) | Cristaldo 48' | Relatório | Méndez 83'  | Público: 32 472 Árbitro: URU Esteban Ostojich |

### Grupo D
| Pos | Equipe                 | Pts | J | V | E | D | GP | GC | SG | Classificado            |  | JUN | BOT | LDU | UNI |
| --- | ---------------------- | --- | - | - | - | - | -- | -- | -- | ----------------------- |  | --- | --- | --- | --- |
| 1   | Junior de Barranquilla | 10  | 6 | 2 | 4 | 0 | 7  | 4  | +3 | Fase final              |  | —   | 0–0 | 1–1 | 1–1 |
| 2   | Botafogo               | 10  | 6 | 3 | 1 | 2 | 7  | 6  | +1 | Fase final              |  | 1–3 | —   | 2–1 | 3–1 |
| 3   | LDU Quito              | 7   | 6 | 2 | 1 | 3 | 6  | 6  | 0  | Play-offs Sul-Americana |  | 0–1 | 1–0 | —   | 2–0 |
| 4   | Universitario          | 5   | 6 | 1 | 2 | 3 | 5  | 9  | −4 |                         |  | 1–1 | 0–1 | 2–1 | —   |

| 2 de abril    | Universitario   | 2 – 1     | LDU Quito    | Estádio Monumental, Lima                      |
| 21:00 (UTC−5) | Rivera 50', 70' | Relatório | Quiñónez 29' | Público: 47 086 Árbitro: URU Esteban Ostojich |

| 3 de abril    | Botafogo | 1 – 3     | Junior de Barranquilla             | Estádio Nilton Santos, Rio de Janeiro       |
| 19:00 (UTC−3) | Hugo 43' | Relatório | Bacca 13' (pen), 41' · Fuentes 28' | Público: 39 039 Árbitro: CHI Cristian Garay |

| 9 de abril    | Junior de Barranquilla | 1 – 1     | Universitario | Estádio Metropolitano, Barranquilla             |
| 21:00 (UTC−5) | Caicedo 44'            | Relatório | Corzo 22'     | Público: 27 518 Árbitro: ARG Leandro Rey Hilfer |

| 11 de abril   | LDU Quito    | 1 – 0     | Botafogo | Estádio Casa Blanca, Quito                  |
| 17:00 (UTC−5) | Alzugaray 4' | Relatório |          | Público: 16 008 Árbitro: URU Andrés Matonte |

| 23 de abril   | Junior de Barranquilla | 1 – 1     | LDU Quito      | Estádio Metropolitano, Barranquilla |
| 21:00 (UTC−5) | Bacca 12' (pen)        | Relatório | Arce 45' (pen) | Árbitro: ARG Facundo Tello          |

| 24 de abril   | Botafogo                                      | 3 – 1     | Universitario  | Estádio Nilton Santos, Rio de Janeiro         |
| 19:00 (UTC−3) | Carlos Eduardo 47', 90+2' · Luiz Henrique 57' | Relatório | Olivares 90+4' | Público: 23 800 Árbitro: VEN Jesús Valenzuela |

| 7 de maio     | Universitario | 1 – 1     | Junior de Barranquilla | Estádio Monumental, Lima                    |
| 21:00 (UTC−5) | Flores 24'    | Relatório | Castrillón 5'          | Público: 59 000 Árbitro: VEN Alexis Herrera |

| 8 de maio     | Botafogo                     | 2 – 1     | LDU Quito     | Estádio Nilton Santos, Rio de Janeiro      |
| 21:30 (UTC−3) | Hugo 31' · Júnior Santos 69' | Relatório | Estrada 45+1' | Público: 26 464 Árbitro: ARG Darío Herrera |

| 14 de maio    | LDU Quito | 0 – 1     | Junior de Barranquilla | Estádio Casa Blanca, Quito                    |
| 17:00 (UTC−5) |           | Relatório | Enamorado 37'          | Público: 14 541 Árbitro: URU Esteban Ostojich |

| 16 de maio    | Universitario | 0 – 1     | Botafogo     | Estádio Monumental, Lima                    |
| 17:00 (UTC−5) |               | Relatório | Jeffinho 77' | Público: 53 242 Árbitro: CHI Cristian Garay |

| 28 de maio    | LDU Quito                | 2 – 0     | Universitario | Estádio Casa Blanca, Quito                 |
| 17:00 (UTC−5) | Arce 44' · Alzugaray 67' | Relatório |               | Público: 12 340 Árbitro: ARG Darío Herrera |

| 28 de maio    | Junior de Barranquilla | 0 – 0     | Botafogo | Estádio Metropolitano, Barranquilla           |
| 17:00 (UTC−5) |                        | Relatório |          | Público: 16 189 Árbitro: VEN Jesús Valenzuela |

### Grupo E
| Pos | Equipe      | Pts | J | V | E | D | GP | GC | SG | Classificado            |  | BOL | FLA | PTN | MIL |
| --- | ----------- | --- | - | - | - | - | -- | -- | -- | ----------------------- |  | --- | --- | --- | --- |
| 1   | Bolívar     | 13  | 6 | 4 | 1 | 1 | 13 | 9  | +4 | Fase final              |  | —   | 2–1 | 3–1 | 3–2 |
| 2   | Flamengo    | 10  | 6 | 3 | 1 | 2 | 11 | 4  | +7 | Fase final              |  | 4–0 | —   | 2–0 | 3–0 |
| 3   | Palestino   | 7   | 6 | 2 | 1 | 3 | 6  | 11 | −5 | Play-offs Sul-Americana |  | 0–4 | 1–0 | —   | 3–1 |
| 4   | Millonarios | 3   | 6 | 0 | 3 | 3 | 6  | 12 | −6 |                         |  | 1–1 | 1–1 | 1–1 | —   |

| 2 de abril    | Millonarios | 1 – 1     | Flamengo        | Estádio El Campín, Bogotá                  |
| 17:00 (UTC−5) | Ruiz 80'    | Relatório | Pedro 64' (pen) | Público: 22 205 Árbitro: ARG Darío Herrera |

| 4 de abril    | Palestino | 0 – 4     | Bolívar                                                 | Estádio El Teniente, Rancagua           |
| 21:00 (UTC−3) |           | Relatório | Da Costa 27' (pen), 34' · Bruno Sávio 63' · R. Vaca 83' | Público: 3 114 Árbitro: ARG Yael Falcón |

| 10 de abril   | Flamengo                  | 2 – 0     | Palestino | Estádio do Maracanã, Rio de Janeiro        |
| 21:30 (UTC−3) | Pedro 21' · Léo Ortiz 85' | Relatório |           | Público: 58 597 Árbitro: ARG Facundo Tello |

| 11 de abril   | Bolívar                                         | 3 – 2     | Millonarios                | Estádio Hernando Siles, La Paz                  |
| 18:00 (UTC−4) | Jo. Sagredo 3' · Da Costa 10' · Bruno Sávio 34' | Relatório | L. Castro 45+1', 72' (pen) | Público: 14 485 Árbitro: ECU Guillermo Guerrero |

| 24 de abril   | Bolívar                       | 2 – 1     | Flamengo | Estádio Hernando Siles, La Paz              |
| 20:30 (UTC−4) | Da Costa 2' · Bruno Sávio 62' | Relatório | Viña 5'  | Público: 22 620 Árbitro: VEN Alexis Herrera |

| 25 de abril   | Palestino                     | 3 – 1     | Millonarios   | Estádio Fco. Sánchez Rumoroso, Coquimbo      |
| 20:00 (UTC−4) | Chamorro 19', 42' · Véjar 75' | Relatório | L. Castro 32' | Público: 1 918 Árbitro: ARG Pablo Echavarría |

| 7 de maio     | Palestino   | 1 – 0     | Flamengo | Estádio Fco. Sánchez Rumoroso, Coquimbo      |
| 20:00 (UTC−4) | Cornejo 63' | Relatório |          | Público: 4 217 Árbitro: URU Esteban Ostojich |

| 8 de maio     | Millonarios | 1 – 1     | Bolívar     | Estádio El Campín, Bogotá                |
| 21:00 (UTC−5) | Llinás 43'  | Relatório | R. Vaca 67' | Público: 17 336 Árbitro: ARG Yael Falcón |

| 14 de maio    | Millonarios  | 1 – 1     | Palestino     | Estádio El Campín, Bogotá                        |
| 21:00 (UTC−5) | Carvajal 40' | Relatório | Marabel 90+2' | Público: 12 109 Árbitro: ARG Maximiliano Ramírez |

| 15 de maio    | Flamengo                                               | 4 – 0     | Bolívar | Estádio do Maracanã, Rio de Janeiro         |
| 21:30 (UTC−3) | Gerson 1' · Ayrton Lucas 38' · Everton 43' · Pedro 56' | Relatório |         | Público: 63 169 Árbitro: URU Andrés Matonte |

| 28 de maio    | Bolívar                                                | 3 – 1     | Palestino    | Estádio Hernando Siles, La Paz             |
| 20:00 (UTC−4) | Bizama 35' (g.c.) · Martínez 46' (g.c.) · Da Costa 87' | Relatório | Chamorro 68' | Público: 20 757 Árbitro: ARG Andrés Merlos |

| 28 de maio    | Flamengo                          | 3 – 0     | Millonarios | Estádio do Maracanã, Rio de Janeiro        |
| 21:00 (UTC−3) | Pedro 7', 44' · Vargas 25' (g.c.) | Relatório |             | Público: 64 268 Árbitro: ARG Facundo Tello |

### Grupo F
| Pos | Equipe                  | Pts | J | V | E | D | GP | GC | SG | Classificado            |  | PAL | SLO | IDV | LIV |
| --- | ----------------------- | --- | - | - | - | - | -- | -- | -- | ----------------------- |  | --- | --- | --- | --- |
| 1   | Palmeiras               | 14  | 6 | 4 | 2 | 0 | 14 | 5  | +9 | Fase final              |  | —   | 0–0 | 2–1 | 3–1 |
| 2   | San Lorenzo             | 8   | 6 | 2 | 2 | 2 | 6  | 6  | 0  | Fase final              |  | 1–1 | —   | 2–0 | 3–2 |
| 3   | Independiente del Valle | 7   | 6 | 2 | 1 | 3 | 8  | 9  | −1 | Play-offs Sul-Americana |  | 2–3 | 2–0 | —   | 2–1 |
| 4   | Liverpool               | 4   | 6 | 1 | 1 | 4 | 6  | 14 | −8 |                         |  | 0–5 | 1–0 | 1–1 | —   |

| 3 de abril    | San Lorenzo | 1 – 1     | Palmeiras    | Estádio Nuevo Gasómetro, Buenos Aires         |
| 21:30 (UTC−3) | Romaña 20'  | Relatório | Piquerez 81' | Público: 20 007 Árbitro: VEN Jesús Valenzuela |

| 4 de abril    | Liverpool        | 1 – 1     | Independiente del Valle | Estádio Centenario, Montevidéu         |
| 21:00 (UTC−3) | L. Rodríguez 79' | Relatório | Ortiz 8'                | Público: 866 Árbitro: COL Andrés Rojas |

| 10 de abril   | Independiente del Valle         | 2 – 0     | San Lorenzo | Estádio Banco Guayaquil, Quito              |
| 17:00 (UTC−5) | Sornoza 13' (pen) · Hoyos 45+1' | Relatório |             | Público: 4 007 Árbitro: COL Jhon Hinestroza |

| 11 de abril   | Palmeiras                              | 3 – 1     | Liverpool | Allianz Parque, São Paulo                  |
| 21:00 (UTC−3) | Moreno 45+5' · López 58' · Estevão 66' | Relatório | Rosso 3'  | Público: 28 365 Árbitro: VEN Ángel Arteaga |

| 23 de abril   | Liverpool    | 1 – 0     | San Lorenzo | Estádio Centenario, Montevidéu            |
| 21:00 (UTC−3) | Nicola 90+5' | Relatório |             | Público: 3 977 Árbitro: PER Roberto Pérez |

| 24 de abril   | Independiente del Valle | 2 – 3     | Palmeiras                                         | Estádio Banco Guayaquil, Quito             |
| 19:30 (UTC−5) | Páez 12' · Hoyos 38'    | Relatório | Endrick 45+2' · Lázaro 81' · Luis Guilherme 90+5' | Público: 6 552 Árbitro: CHI Cristian Garay |

| 9 de maio     | San Lorenzo              | 2 – 0     | Independiente del Valle | Estádio Nuevo Gasómetro, Buenos Aires        |
| 19:00 (UTC−3) | Cuello 16' · Bareiro 24' | Relatório |                         | Público: 17 127 Árbitro: CHI Felipe González |

| 9 de maio     | Liverpool | 0 – 5     | Palmeiras                                                             | Estádio Centenario, Montevidéu           |
| 19:00 (UTC−3) |           | Relatório | Raphael Veiga 44', 71' · Endrick 82' · Rony 90+1' · Gómez 90+6' (pen) | Público: 1 848 Árbitro: COL Andrés Rojas |

| 15 de maio    | Palmeiras                    | 2 – 1     | Independiente del Valle | Allianz Parque, São Paulo                   |
| 21:30 (UTC−3) | Ríos 36' · Gómez 45+3' (pen) | Relatório | Díaz 64'                | Público: 31 672 Árbitro: VEN Alexis Herrera |

| 16 de maio    | San Lorenzo                              | 3 – 2     | Liverpool                     | Estádio Nuevo Gasómetro, Buenos Aires      |
| 21:00 (UTC−3) | Leguizamón 5' · Cuello 45+5' · Campi 87' | Relatório | García 24' · L. Rodríguez 62' | Público: 17 084 Árbitro: VEN Ángel Arteaga |

| 30 de maio    | Independiente del Valle | 2 – 1     | Liverpool    | Estádio Banco Guayaquil, Quito            |
| 17:00 (UTC−5) | Díaz 20', 55'           | Relatório | González 35' | Público: 7 120 Árbitro: COL Carlos Ortega |

| 30 de maio    | Palmeiras | 0 – 0     | San Lorenzo | Allianz Parque, São Paulo                    |
| 19:00 (UTC−3) |           | Relatório |             | Público: 40 114 Árbitro: CHI Felipe González |

### Grupo G
| Pos | Equipe           | Pts | J | V | E | D | GP | GC | SG  | Classificado            |  | ATM | PEN | RCE | CAR |
| --- | ---------------- | --- | - | - | - | - | -- | -- | --- | ----------------------- |  | --- | --- | --- | --- |
| 1   | Atlético Mineiro | 15  | 6 | 5 | 0 | 1 | 14 | 6  | +8  | Fase final              |  | —   | 3–2 | 2–1 | 4–0 |
| 2   | Peñarol          | 12  | 6 | 4 | 0 | 2 | 12 | 5  | +7  | Fase final              |  | 2–0 | —   | 2–1 | 5–0 |
| 3   | Rosário Central  | 7   | 6 | 2 | 1 | 3 | 8  | 7  | +1  | Play-offs Sul-Americana |  | 0–1 | 1–0 | —   | 4–1 |
| 4   | Caracas          | 1   | 6 | 0 | 1 | 5 | 3  | 19 | −16 |                         |  | 1–4 | 0–1 | 1–1 | —   |

| 4 de abril    | Caracas   | 1 – 4     | Atlético Mineiro                                          | Estádio Olímpico da UCV, Caracas        |
| 18:00 (UTC−4) | Pérez 54' | Relatório | Bruno Fuchs 12' · Guilherme Arana 32' · Paulinho 44', 70' | Público: 7 344 Árbitro: COL Jhon Ospina |

| 4 de abril    | Rosário Central | 1 – 0     | Peñarol | Estádio Gigante de Arroyito, Rosário       |
| 19:00 (UTC−3) | Quintana 45+1'  | Relatório |         | Público: 27 769 Árbitro: COL Wilmar Roldán |

| 10 de abril   | Atlético Mineiro                  | 2 – 1     | Rosário Central | Arena MRV, Belo Horizonte                 |
| 19:00 (UTC−3) | Gustavo Scarpa 39' · Paulinho 77' | Relatório | Malcorra 74'    | Público: 34 917 Árbitro: PER Kevin Ortega |

| 10 de abril   | Peñarol                                         | 5 – 0     | Caracas | Estádio Campeón del Siglo, Montevidéu        |
| 21:00 (UTC−3) | Silvera 16', 25', 64' · Méndez 32' · Darias 45' | Relatório |         | Público: 23 944 Árbitro: CHI Felipe González |

| 23 de abril   | Caracas    | 1 – 1     | Rosário Central | Estádio Olímpico da UCV, Caracas        |
| 18:00 (UTC−4) | Pernía 25' | Relatório | Módica 67'      | Público: 4 155 Árbitro: BOL Gery Vargas |

| 23 de abril   | Atlético Mineiro                       | 3 – 2     | Peñarol                   | Arena MRV, Belo Horizonte                 |
| 21:00 (UTC−3) | Gustavo Scarpa 15', 57' · Paulinho 26' | Relatório | Olivera 60' · Silvera 68' | Público: 34 279 Árbitro: COL Andrés Rojas |

| 7 de maio     | Caracas | 0 – 1     | Peñarol       | Estádio Olímpico da UCV, Caracas                |
| 18:00 (UTC−4) |         | Relatório | Rodríguez 26' | Público: 4 252 Árbitro: PAR Mario Díaz de Vivar |

| 7 de maio     | Rosário Central | 0 – 1     | Atlético Mineiro | Estádio Gigante de Arroyito, Rosário    |
| 19:00 (UTC−3) |                 | Relatório | Paulinho 87'     | Público: 0 (PF) Árbitro: CHI Piero Maza |

| 14 de maio    | Peñarol                     | 2 – 0     | Atlético Mineiro | Estádio Campeón del Siglo, Montevidéu      |
| 19:00 (UTC−3) | Hernández 70' · Silvera 76' | Relatório |                  | Público: 29 086 Árbitro: COL Wilmar Roldán |

| 16 de maio    | Rosário Central                               | 4 – 1     | Caracas       | Estádio Gigante de Arroyito, Rosário       |
| 19:00 (UTC−3) | Lovera 29' · Módica 33', 57' · Lo Celso 90+1' | Relatório | Echenique 85' | Público: 23 244 Árbitro: PER Roberto Pérez |

| 28 de maio    | Peñarol            | 2 – 1     | Rosário Central | Estádio Campeón del Siglo, Montevidéu   |
| 19:00 (UTC−3) | Fernández 32', 83' | Relatório | Módica 66'      | Público: 29 681 Árbitro: CHI Piero Maza |

| 28 de maio    | Atlético Mineiro                             | 4 – 0     | Caracas | Arena MRV, Belo Horizonte                       |
| 19:00 (UTC−3) | Pedrinho 28', 61' · Alisson 40' · Hulk 90+3' | Relatório |         | Público: 28 455 Árbitro: ECU Guillermo Guerrero |

### Grupo H
| Pos | Equipe            | Pts | J | V | E | D | GP | GC | SG | Classificado            |  | RIV | CNF | LIB | TAC |
| --- | ----------------- | --- | - | - | - | - | -- | -- | -- | ----------------------- |  | --- | --- | --- | --- |
| 1   | River Plate       | 16  | 6 | 5 | 1 | 0 | 12 | 3  | +9 | Fase final              |  | —   | 2–0 | 2–0 | 2–0 |
| 2   | Nacional          | 10  | 6 | 3 | 1 | 2 | 8  | 7  | +1 | Fase final              |  | 2–2 | —   | 2–0 | 2–1 |
| 3   | Libertad          | 7   | 6 | 2 | 1 | 3 | 7  | 8  | −1 | Play-offs Sul-Americana |  | 1–2 | 2–1 | —   | 3–0 |
| 4   | Deportivo Táchira | 1   | 6 | 0 | 1 | 5 | 2  | 11 | −9 |                         |  | 0–2 | 0–1 | 1–1 | —   |

| 2 de abril    | Deportivo Táchira | 0 – 2     | River Plate               | Polideportivo de Pueblo Nuevo, San Cristóbal |
| 20:00 (UTC−4) |                   | Relatório | Boselli 72' · Fonseca 79' | Público: 34 790 Árbitro: BRA Raphael Claus   |

| 3 de abril    | Nacional                     | 2 – 0     | Libertad | Estádio Gran Parque Central, Montevidéu       |
| 19:00 (UTC−3) | Lozano 32' · Bentancourt 62' | Relatório |          | Público: 28 055 Árbitro: BRA Anderson Daronco |

| 9 de abril    | Libertad                                   | 3 – 0     | Deportivo Táchira | Estádio Tigo La Huerta, Assunção         |
| 20:00 (UTC−4) | Sanabria 32' · Melgarejo 39' · Aguilar 78' | Relatório |                   | Público: 6 972 Árbitro: COL Andrés Rojas |

| 11 de abril   | River Plate                   | 2 – 0     | Nacional | Estádio Mâs Monumental, Buenos Aires        |
| 21:00 (UTC−3) | Echeverri 15' · Colidio 90+3' | Relatório |          | Público: 64 766 Árbitro: CHI Cristian Garay |

| 24 de abril   | Nacional                | 2 – 1     | Deportivo Táchira | Estádio Gran Parque Central, Montevidéu   |
| 19:00 (UTC−3) | Castro 14' · Recoba 21' | Relatório | Ruiz Díaz 30'     | Público: 25 954 Árbitro: BRA Ramon Abatti |

| 24 de abril   | Libertad     | 1 – 2     | River Plate                  | Estádio Defensores del Chaco, Assunção     |
| 20:30 (UTC−4) | Espinoza 40' | Relatório | Solari 34' · Mastantuono 80' | Público: 18 290 Árbitro: BRA Raphael Claus |

| 7 de maio     | Deportivo Táchira | 1 – 1     | Libertad       | Polideportivo de Pueblo Nuevo, San Cristóbal |
| 20:00 (UTC−4) | J. Hernández 31'  | Relatório | Santa Cruz 50' | Público: 8 195 Árbitro: BRA Wilton Sampaio   |

| 7 de maio     | Nacional                | 2 – 2     | River Plate            | Estádio Gran Parque Central, Montevidéu       |
| 21:00 (UTC−3) | Carneiro 78' (pen), 79' | Relatório | Borja 8' · Colidio 30' | Público: 32 959 Árbitro: BRA Anderson Daronco |

| 14 de maio    | River Plate    | 2 – 0     | Libertad | Estádio Mâs Monumental, Buenos Aires    |
| 21:30 (UTC−3) | Borja 41', 84' | Relatório |          | Público: 61 777 Árbitro: CHI Piero Maza |

| 15 de maio    | Deportivo Táchira | 0 – 1     | Nacional   | Polideportivo de Pueblo Nuevo, San Cristóbal |
| 18:00 (UTC−4) |                   | Relatório | Castro 53' | Público: 7 392 Árbitro: COL Jhon Ospina      |

| 30 de maio    | Libertad                   | 2 – 1     | Nacional   | Estádio Tigo La Huerta, Assunção           |
| 20:00 (UTC−4) | Ó. Cardozo 29' · Silva 41' | Relatório | Romero 13' | Público: 5 948 Árbitro: BRA Wilton Sampaio |

| 30 de maio    | River Plate    | 2 – 0     | Deportivo Táchira | Estádio Mâs Monumental, Buenos Aires      |
| 21:00 (UTC−3) | Borja 51', 85' | Relatório |                   | Público: 63 335 Árbitro: PER Kevin Ortega |